# Campylorhamphus
Campylorhamphus es un género de aves paseriformes perteneciente a la familia Furnariidae subfamilia Dendrocolaptinae, que agrupa a especies nativas de la América tropical (Neotrópico), cuyas áreaw de distribución se encuentran desde Costa Rica, por América Central y del Sur hasta el norte de Argentina. A sus miembros se les conoce por el nombre común de picoguadañas.

## Etimología
El nombre genérico masculino «Campylorhamphus» se compone de las palabras del griego «καμπυλος kampulos» que significa ‘curvado’, y «ῥαμφος rhamphos» que significa ‘pico’.

## Características
Las aves de este género son fáciles de reconocer, a pesar de que identificar cada especie es un desafío. Los picoguadañas, como su nombre ya indica, se caracterizan por su exclusivo pico, notablemente largo y curvo, pero que en otros caracteres son trepatroncos típicos. Son de tamaño mediano a grande, miden entre 22,5 y 29 cm de longitud. Los picos de los picoguadañas jóvenes son  más cortos. La coloración del pico es variable y no puede ser utilizada para separar la mayoría de las especies. Habitan en selvas húmedas bajas y montanas y apenas dos especies pueden ser encontradas juntas. Sus plumajes son de color pardo rufo con una lista superciliar clara y estriado beige en la cabeza, pescuezo, pecho y algo del dorso. Como los trepadores de otros géneros, tienen las plumas de la cola con raquis rígidos y expuestos que usan como apoyo para trepar troncos y ramas, pareciéndose con carpinteros. Son arborícolas y generalmente construyen sus nidos en agujeros de árboles o detrás de pedazos de corteza.

## Taxonomía
El picoguadaña grande Drymotoxeres pucheranii que anteriormente se incluía en este género fue trasladado a su propio género, Drymotoxeres, cuando se demostró que estaba más cercanamente emparentado con el trepatroncos chinchero Drymornis bridgesii que con los demás miembros de Campylorhamphus.
Un estudio genético molecular, donde se describió una nueva especie Campylorhamphus gyldenstolpei, propuso la elevación al rango de especies de todas las subespecies del complejo C. procurvoides: C. procurvoides sanus, C. procurvoides probatus, C. procurvoides multostriatus y las recientemente descritas C. gyldensyolpei y Campylorhamphus cardosoi. Sin embargo, en la Propuesta N° 623 al Comité de Clasificación de Sudamérica (SACC) se rechazó esta proposición, a pesar de reconocer que C. procurvoides se podría separar en tres grupos: el «grupo procurvoides» (con sanus y gyldenstolpei), el «grupo probatus» (con cardosoi) y el «grupo multostriatus», por lo que se decidió esperar por una nueva proposición. Las clasificaciones Aves del Mundo (HBW) y Birdlife International ya reconocen a C. probatus y C. multostriatus como especies separadas, y más recientemente el Congreso Ornitológico Internacional (IOC), y Clements Checklist/eBird, con base en notables diferencias de vocalización y también diferencias de plumaje. El Comité Brasileño de Registros Ornitológicos (CBRO) reconoce todos los seis taxones como especies plenas: los picoguadañas de Rondônia (C. probatus), del Napo (C. sanus), del Xingu (C. multostriatus) y las recientemente descritas del Tapajós (C. cardosoi) y del Tupana (C. gyldestolpei), aparte de la nominal.

## Especies
Según las clasificaciones del Congreso Ornitológico Internacional (IOC) y Clements Checklist/eBird, el género agrupa a las siguientes especies con el respectivo nombre popular de acuerdo con la Sociedad Española de Ornitología (SEO), u otro cuando referenciado.
| Imagen | Nombre científico               | Autor                | Nombre común            | Estado de conservación | Distribución |
| ------ | ------------------------------- | -------------------- | ----------------------- | ---------------------- | ------------ |
|        | Campylorhamphus trochilirostris | (Lichtenstein, 1820) | picoguadaña piquirrojo  | LC                     |              |
|        | Campylorhamphus falcularius     | (Vieillot, 1822)     | picoguadaña piquinegro  | LC                     |              |
|        | Campylorhamphus procurvoides    | (Lafresnaye, 1850)   | picoguadaña amazónico   | LC                     |              |
|        | Campylorhamphus probatus        | J.T. Zimmer, 1934    | picoguadaña del Tapajós | LC                     |              |
|        | Campylorhamphus multostriatus   | (Snethlage, 1907)    | picoguadaña del Xingu   | NT                     |              |
|        | Campylorhamphus pusillus        | (P.L. Sclater, 1860) | picoguadaña andino      | LC                     |              |